# Orito
Orito és una pedania del municipi valencià de Montfort, situat a la comarca del Vinalopó Mitjà. Té 130 habitants (INE 2005). Es troba a 5 km de Montfort i a 25 d'Alacant per la N-330.

## Patrimoni històric

### Ermita de l'Aparició

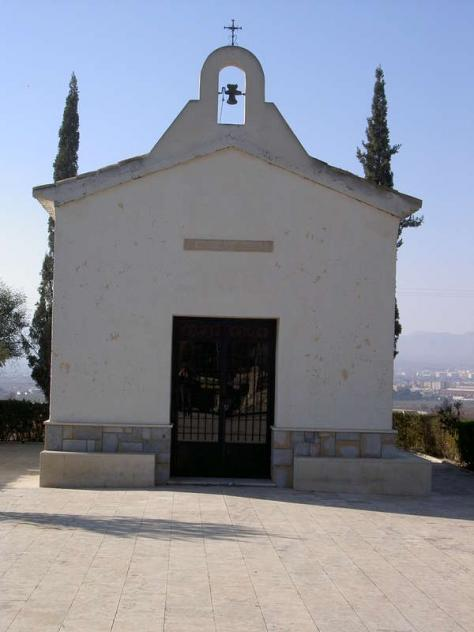
Ermita on se produí l'aparició a sant Pasqual Baylon

L'ermita de l'Aparició és un dels llocs més emblemàtics d'Orito, ja que, segons la tradició, va ser el lloc exacte on es va produir el miracle de l'aparició del Santíssim Sacrament a Sant Pasqual, quan pasturava les seues ovelles en les serres de Montfort. Per a recordar tal miracle es va construir en el segle xvii aquesta ermita.

### Convent-santuari de Nostra Senyora d'Orito

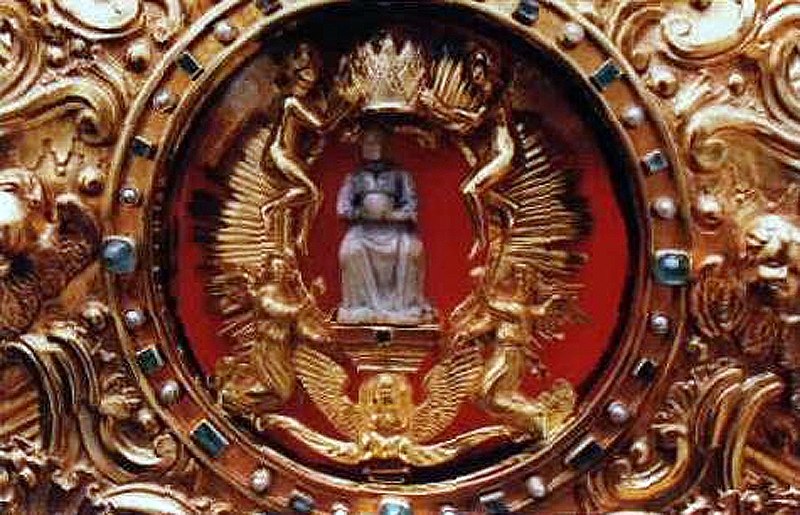
Detall de la Mare de Déu d'Orito

Després de la reconquesta, en el segle xiii i la posterior adhesió d'Alacant i l'actual província a la Corona d'Aragó, la comarca és repoblada per aragonesos i catalans, que van fundar ací un convent de l'Orde de la Mercè, en el qual convivien monjos i monges. Més tard, cap a l'any 1555, es va trobar la talla de la Mare de Déu d'Orito, de tan sols 42 mil·límetres, convertida avui en un dels símbols més reconeguts de la pedania.
El 1562 els franciscans van fundar una congregació en l'abandonat convent de la Nativitat, on a l'any següent ingressaria com a frare sant Pasqual. La construcció-reforma del convent va quedar acabada el 1607. En l'actualitat està regentat pels Germans Caputxins, que s'encarreguen, entre altres coses, de la conservació dels citats enclavaments.

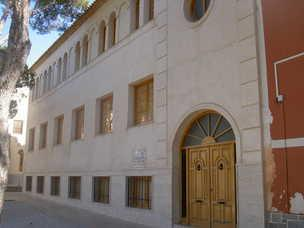
Alberg-hostatgeria per als romanís en Orito

### Cova de Sant Pasqual Baylon
La Cova de Sant Pasqual Baylon està situada en la falda de la serra de les Àguiles, a dos quilòmetres aproximadament de la població. Anteriorment, aquesta cova havia estat refugi de pastors davant el mal temps. Va ser després de la beatificació del sant quan s'hi va anomenar Cova de Sant Pasqual. Cada 17 de maig se celebra el Romiatge de Sant Pasqual en la qual intervenen milers de pelegrins procedents principalment del Baix Segura, Almeria i províncies de la Manxa. És el lloc més popular de la devoció al sant.
Es compon de dues habitacions, una on es troba la talla en fusta policromada del sant, així com totes les peces dels pelegrins i altra (crematori) situada un poc més baix i utilitzada per a posar les tradicionals veles al sant.
El Romiatge mana escalar a peu l'escarpada costa que accedeix a la cova, des de la qual es pot observar una bella panoràmica de la vall del Vinalopó Mitjà i la costa alacantina, encara que també es pot accedir en automòbil, on hi ha habilitats uns aparcaments especials i zones d'acampada. Es pot observar un monument a sant Pasqual (de sis metres d'alçada) de pedra calcària (dels escultors Mir i Ruaja), fidel reproducció del que trobarem en l'interior de la cova.